# Departamentos de El Salvador
Los departamentos de El Salvador son aquellas 14 entidades subnacionales de primer orden en que se reparte el territorio salvadoreño; y que son regidos por un gobernador departamental, nombrado por el presidente de la República (según el artículo 200 de la Constitución de la República).

## Historia

Los primeros 4 departamentos del país en 1824

El artículo 6 de la primera Constitución salvadoreña, decretado por la Asamblea Constituyente del Estado el 12 de junio de 1824 y que unió la provincia de San Salvador y la alcaldía mayor de Sonsonate en el Estado de El Salvador (denominado Estado del Salvador, y que haría parte de la República Federal de Centroamérica), organizó el territorio estatal en 4 departamentos: San Salvador, Sonsonate, San Vicente y San Miguel (con sus respectivas cabeceras en la población homónima); que a su vez estaban divididos en distritos (que tenían funciones políticas, judiciales y electorales; y que continuarían existiendo hasta el siglo XX pero irían perdiendo relevancia con el pasar del tiempo) y estos en municipios. La Constitución atribuyó el fijamiento de los límites departamentales al Congreso del Estado, estableció un Consejo representativo compuesto de un representante por cada departamento elegido por sus respectivos pueblos y estableció el cargo de jefe político intendente nombrado por el jefe del Estado a cuyo cargo estaba el gobierno político y de hacienda del departamento.
El departamento de Sonsonate abarcaba toda la zona occidental a excepción de la mitad norte del actual departamento de Santa Ana (lo que era en ese entonces el distrito de Metapán); el departamento de San Vicente abarcaba los actuales departamentos de San Vicente, La Paz y la mitad del de Cabañas, quedando el resto de la zona central (además del distrito de Metapán) en el departamento de San Salvador; y el departamento de San Miguel abarcaba toda la zona oriental.
El 4 de septiembre de 1832, se emitió el Reglamento de Jefes Políticos, Municipalidades y Alcaldes. Este reglamento estableció límites y jurisdicciones para los Departamentos y reglamentó el cargo de Jefe Político Intendente.
Entre 1833 y 1834, se crearía y disolvería el departamento de Tejutla, que estaba compuesto por los distritos de Metapán y Tejutla; luego que ese departamento fuese disuelto, ambos distritos volvieron a formar parte del departamento de San Salvador.
El 22 de enero de 1835, San Salvador sería declarada como capital de la Federación y San Vicente se convierte en la capital estatal. Asimismo, se crea el distrito federal; por ello, el departamento de San Salvador se disolvería y se crearía el departamento de Cuscatlán con las municipalidades que quedaron fuera del distrito federal, teniendo como cabecera a Suchitoto; mientras que el distrito de Metapán, pasaría a formar parte del departamento de Sonsonate (cuya cabecera pasaría a ser Santa Ana).
El 17 de mayo de 1839 sería erigido el departamento de La Paz con los distritos de Zacatecoluca y de Olocuilta (que formaban parte del departamento de San Vicente), quedando su cabecera en la localidad de Zacatecoluca.
El 30 de julio de 1839 se decide disolver el distrito federal; con ello se restaura el departamento de San Salvador, conteniendo únicamente los distritos de San Salvador (aquellos municipios que conformaban el distrito federal) y de Opico.
La Constitución emitida el 18 de febrero de 1841, con la que el país asume su soberanía y declara disuelta la unión centroamericana,  estableció el cargo de Gobernador, nombrado por el Poder Ejecutivo para liderar los departamentos. La Constitución también estableció dos Cámaras Legislativas, una de Senadores (que existiría hasta 1886) y otra de Diputados, cada Departamento de 30 000 habitantes elegiría un Senador propietario y un suplente para su representación.
El 15 de marzo de 1847 se suprimiría el departamento de La Paz y sus municipios se los incorporaría al departamento de San Vicente; siendo restablecido el 21 de febrero de 1852, con su misma demarcación original.
El 8 de febrero de 1855 se divide en dos el departamento de Sonsonate, creando así el departamento de Santa Ana (que incluía también las poblaciones del actual departamento de Ahuachapán) y el actual departamento de Sonsonate. Asimismo, el 14 de febrero de ese mismo año, se separa del departamento de Cuscatlán los distritos de Chalatenango y Tejutla para conformar el departamento de Chalatenango. Cada uno de esos nuevos departamentos tendría su cabecera en el municipio homónimo.
El 12 de noviembre de 1862 se declara a Cojutepeque cabecera del departamento de Cuscatlán en lugar de Suchitoto.
El 28 de enero de 1865 se separa del departamento de San Salvador los distritos de Nueva San Salvador y Opico para constituir el departamento de La Libertad, con cabecera en Nueva San Salvador (hoy Santa Tecla).
El 22 de junio de 1865 se separan del extenso departamento de San Miguel los distritos de Usulután y Chinameca para constituir el departamento de Usulután; y los distritos de San Antonio del Sauce y La Unión para formar el departamento de La Unión. Ambos departamentos tendrían su cabecera en la localidad homónima.
El 12 de febrero de 1869 se separan del departamento de Santa Ana los distritos de Atiquizaya y Ahuachapán para formar el departamento de Ahuachapán, con cabecera en la población homónima.
El 10 de febrero de 1873 son separados los distritos de Ilobasco y Sensuntepeque de los departamentos  de Cuscatlán y San Vicente respectivamente para constituir el departamento de Cabañas, nombrado en honor al general Trinidad Cabañas, y que tendría su cabecera en Sensuntepeque.
El 14 de julio de 1875 se separa del departamento de San Miguel los distritos de Gotera y Osicala para formar el departamento de Gotera (que a partir del 14 de marzo de 1887 sería llamado Morazán, en honor al general y expresidente de la Federación Centroamericana Francisco Morazán), siendo el departamento 14 y el último en ser creado; y que tendría por cabecera a la población de Osicala hasta el 8 de febrero de 1877 que pasaría a ser San Francisco Gotera.
A partir del año de 2023, debido a la Ley Especial para la Reestructuración Municipal, cambiaría la organización interna de los departamentos debido a que los 262 municipios existentes pasarían a ser distritos de 44 municipios nuevos, que son nombrados según su ubicación en el departamento al que pertenecen.

## Lista de departamentos
| Guatemala Honduras Nicaragua Golfo de Fonseca Océano Pacífico Ahuachapán Santa Ana Sonsonate La Libertad Chalatenango Cuscatlán San Salvador La Paz Cabañas San Vicente Usulután San Miguel Morazán La Unión |            |            |                  |                                 |                      |        |         |
| Departamento | Código ISO | Área (km²) | Población (2024) | Densidad de población (hab/km²) | Capital              | Escudo | Bandera |
| Ahuachapán | SV-AH      | 1240       | 348 880          | 281,4                           | Ahuachapán           |        |         |
| Cabañas | SV-CA      | 1104       | 143 049          | 129,6                           | Sensuntepeque        |        |         |
| Chalatenango | SV-CH      | 2017       | 204 808          | 92,2                            | Chalatenango         |        |         |
| Cuscatlán | SV-CU      | 756        | 244 901          | 323,8                           | Cojutepeque          |        |         |
| La Libertad | SV-LI      | 1653       | 765 879          | 463,4                           | Santa Tecla          |        |         |
| Morazán | SV-MO      | 1447       | 169 784          | 117,3                           | San Francisco Gotera |        |         |
| La Paz | SV-PA      | 1224       | 318 374          | 260,1                           | Zacatecoluca         |        |         |
| Santa Ana | SV-SA      | 2023       | 552 938          | 273,3                           | Santa Ana            |        |         |
| San Miguel | SV-SM      | 2077       | 478 792          | 215,5                           | San Miguel           |        |         |
| San Salvador | SV-SS      | 886        | 1 563 371        | 1764,1                          | San Salvador         |        |         |
| San Vicente | SV-SV      | 1184       | 161 857          | 136,7                           | San Vicente          |        |         |
| Sonsonate | SV-SO      | 1226       | 470 455          | 383,9                           | Sonsonate            |        |         |
| La Unión | SV-UN      | 2074       | 263 271          | 108,1                           | La Unión             |        |         |
| Usulután | SV-US      | 2130       | 366 040          | 152,7                           | Usulután             |        |         |

## Municipios
Los departamentos de El Salvador se subdividen en municipios. A partir del 14 de junio de 2023, en que fue ratificada por el presidente Nayib Bukele (y publicada ese mismo día en el Diario oficial N.º 110, Tomo N.º 439) la Ley Especial para la Reestructuración Municipal, el país contará con solo 44 municipios.